# حسن‌آباد (میان‌دورود)
حسن‌آباد روستایی در دهستان گهرباران شمالی بخش گهرباران شهرستان میان‌دورود استان مازندران ایران است.

## جمعیت
بر پایه سرشماری عمومی نفوس و مسکن در سال ۱۳۹۵ جمعیت این روستا ۹۶ نفر (۳۵خانوار) بوده‌است.